# Bobby Hutcherson
Robert Hutcherson, detto Bobby (Los Angeles, 27 gennaio 1941 – 15 agosto 2016), è stato un vibrafonista statunitense.
Uno dei grandi vibrafonisti assieme a Lionel Hampton, Milt Jackson, Gary Burton, Roy Ayers, Bobby Hutcherson si è affermato nella prima metà degli anni sessanta, ridefinendo, fra hard bop e free jazz, il ruolo del vibrafono nel jazz.

## Biografia

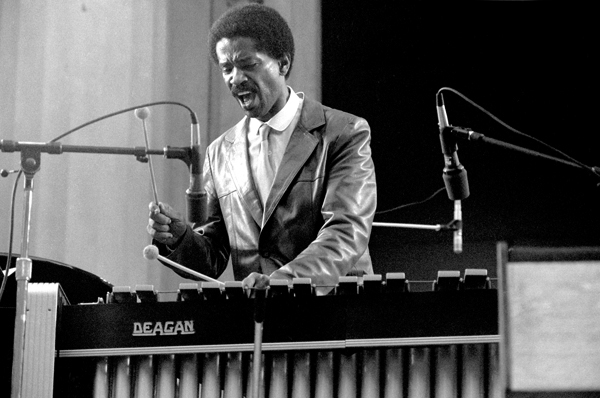
Bobby Hutcherson nel 1982 al Berkeley Jazz Festival

Dopo aver cominciato suonando il  pianoforte, rimase folgorato dall'ascolto di un disco di Milt Jackson e decise di passare al vibrafono. Prese alcune lezioni da Dave Pike e si unì quindi al sassofonista Charles Lloyd.
Nel 1960 entrò nel gruppo di Al Grey e Billy Mitchell, che nel 1961 fu scritturato al famoso jazz club di New York Birdland. Hutcherson decise di restare a New York e ben presto suonò e registrò con musicisti importanti quali Hank Mobley, Herbie Hancock, Al Green, Jackie McLean e altri.
Cominciò in questo periodo a incidere come sideman per la Blue Note Records suonando fra l'altro in due dischi importanti : One Step Beyond (1963) di McLean e Out to Lunch! (1964) di Eric Dolphy. Nello stesso anno vinse il referendum della rivista jazz "Down Beat".
Il suo primo disco solista, Dialogue (1965), fu un successo di critica. Altri ne seguirono, molto apprezzati dalla critica, meno dal pubblico.
Nel 1967 ritornò a Los Angeles e formò un suo quintetto che però non ebbe molto successo. Dalla metà degli anni ottanta è di nuovo in pista e registra con la Landmark, poi con la Verve Records in uno stile mainstream apprezzabile e virtuosistico ma lontano dai livelli dei suoi dischi dei primi anni sessanta.

## Discografia parziale

### Album
- 1965 – Dialogue
- 1966 – Components
- 1967 – Happenings
- 1968 – Stick-Up!
- 1969 – Total Eclipse
- 1970 – Now!
- 1971 – San Francisco
- 1971 – Head On
- 1972 – Natural Illusions
- 1974 – Live at Montreux
- 1974 – Cirrus
- 1974 – Linger Lane
- 1975 – Inner Glow
- 1975 – Montara
- 1976 – The View from the Inside
- 1976 – Waiting
- 1977 – Dance of the Sun
- 1977 – Knucklebean
- 1978 – Highway One
- 1979 – Conception: The Gift of Love
- 1979 – Un Poco Loco
- 1981 – Solo/Quartet
- 1982 – Farewell Keystone
- 1983 – Four Seasons
- 1985 – Color Schemes
- 1991 – Mirage
- 1999 – Skyline
- 2007 – For Sentimental Reasons

### Partecipazioni
- 1963 – Jackie McLean One Step Beyond
- 1963 – Grant Green Idle Moments
- 1963 – Grachan Moncur III Evolution
- 1963 – Andrew Hill Judgment
- 1964 – Jackie McLean Destination.. Out!
- 1964 – Eric Dolphy Out to Lunch!
- 1964 – Andrew!!! - Andrew Hill
- 1964 – Life Time - Tony Williams
- 1964 – Action!!! - Jackie McLean
- 1964 – Street of Dreams - Grant Green
- 1964 – The New Wave in Jazz - Various Artists
- 1964 – Gettin' Around - Dexter Gordon
- 1965 – Let 'em Roll - Big John Patton
- 1966 – Mode for Joe - Joe Henderson
- 1967 – The Peacemaker - Harold Land
- 1967 – Time for Tyner - McCoy Tyner
- 1967 – Hipnosis - Jackie McLean
- 1969 – Brilliant Circles - Stanley Cowell
- 1977 – Dance of the Sun - Eddie Marshall, George Cables, James Leary, Manny Boyd
- 1994 – Acoustic Masters 2 - Lenny White, Craig Handy, Jerry Gonzales
- 2004 – SFJazz Collective - Inaugural Season: Live 2004 - (with Joshua Redman, Nicholas Payton, Miguel Zenón, Josh Roseman, Renee Rosnes, Robert Hurst, Brian Blade)
- 2005 – SFJazz Collective - Live 2005 - (with Joshua Redman, Nicholas Payton, Miguel Zenón, Isaac Smith, Renee Rosnes, Matt Penman, Eric Harland)
- 2006 – SFJazz Collective - Live 2006 - (with Joshua Redman, Nicholas Payton, Miguel Zenón, Andre Hayward, Renee Rosnes, Matt Penman, Eric Harland)